# Olympia’s Tour 1975
Die Olympia’s Tour 1975 war die 24. Austragung des niederländischen Etappenrennens Olympia’s Tour. Es war ein Straßenradrennen für Amateure. Das Rennen fand vom 22. bis zum 30. Mai statt. Sieger wurde Hans Langerijs aus den Niederlanden.

## Teilnehmer
Am Start waren Nationalmannschaften der gastgebenden Niederlande (Bahn und Straße) sowie aus Belgien, der DDR, Frankreich, der Tschechoslowakei und der Sowjetunion. Dazu kamen einige niederländische Vereinsmannschaften. Jede Mannschaft hatte sechs Radrennfahrer. Die DDR trat mit der Bahnauswahlmannschaft an. Dabei waren Joachim Bartels, Norbert Dürpisch, Thomas Huschke, Andreas Neuer, Klaus-Dieter Schenk und Uwe Unterwalder.

## Rennverlauf
Der Kurs der Rundfahrt war 1.337 Kilometer lang und führte von Den Haag nach Amsterdam. Es wurden neun Etappen ausgetragen, drei davon waren in Halbetappen unterteilt. Es gab ein Mannschaftszeitfahren und zwei Einzelzeitfahren. Der spätere Sieger Langerijs gehörte auf der 5. Etappe einer Gruppe an, die einen größeren Vorsprung erzielte. Er übernahm das Führungstrikot und verteidigte dieses bis ins Ziel der Rundfahrt.

### Etappen
1. Etappe: Den Haag–Rijen 167 Kilometer: Sieger Emil Gijsemans, Belgien
2. Etappe: Rijen–Schijndel 118 Kilometer: Sieger Peer Maas, Niederlande
3. Etappe (A) Mannschaftszeitfahren: Schijndel 23 Kilometer: Sieger Team Jan van Erp, Niederlande
3. Etappe (B): Schijndel–Ulestraten 147 Kilometer: Sieger Toine van den Bunder, Niederlande
4. Etappe: Ulestraten–Ulestraten: 152 Kilometer: Sieger Patrick Lefevere, Belgien
5. Etappe: Ulestraten–Bladel: 145 Kilometer: Sieger Ko Hoogedorn, Niederlande
6. Etappe: Kerkdriel–Nijverdal 146 Kilometer: Sieger Etienne Van der Helst, Belgien
7. Etappe (A) Einzelzeitfahren: Nijverdal 170 Kilometer: Sieger Piet van der Kruis, Niederlande
7. Etappe (B): Nijverdal–Drachten 13,5 Kilometer: Sieger Michel Jacobs, Niederlande
8. Etappe: Drachten–Nibbixwoud 147 Kilometer: Sieger Peer Maas, Niederlande
9. Etappe (A) Einzelzeitfahren: Nibbixwoud 23,5 Kilometer: Sieger André Gevers, Niederlande
9. Etappe (B): Nibbixwoud–Amsterdam 85 Kilometer: Sieger Juul Bruessing, Niederlande

## Gesamtwertungen
Gesamtsieger wurde Hans Langerijs, ohne eine Etappe zu gewinnen.

### Einzelwertung
| Platz | Name            | Mannschaft  | Zeit       |
| ----- | --------------- | ----------- | ---------- |
| 1.    | Hans Langerijs  | Niederlande | 30:14:14 h |
| 2.    | André Gevers    | Niederlande | + 0:29 min |
| 3.    | Frits Schür     | Niederlande | + 0:50 min |
| 4.    | Arie Hassink    | Niederlande | + 2:17 min |
| 5.    | Albert Scheffer | Niederlande | + 4:28 min |
| 6.    | Henk Lubberding | Niederlande | + 4:48 min |

### Mannschaftswertung
Die Mannschaftswertung konnte das Team Jan van Erp vor dem Nationalteam der Niederlande gewinnen.

### Punktewertung
Sieger dieser Sonderwertung wurde der Niederländer André Gevers.

### Sprintwertung
Sieger der Sprintwertung (Zielankünfte und Zwischensprints) wurde André Gevers.